# Policía
La policía como organización es una fuerza de seguridad encargada de mantener el orden público y la seguridad de los ciudadanos mediante el uso de distintas herramientas cívicas y sociales, entre las cuales, el uso de la fuerza sería la última herramienta llevada a cabo para establecer el orden público. La fuerza policial se encuentra sometida a las órdenes del Estado.
La mayoría de las fuerzas policiales son organizaciones casi militares, cuya principal obligación es disuadir e investigar crímenes contra las personas o que afecten el orden público, así como arrestar sospechosos, e informar a las autoridades competentes. También es responsable de reportar ofensas menores mediante citaciones que suelen terminar en el pago de una fianzas, usualmente por violación de las leyes de tránsito vehicular. Su administración puede ser centralizada a nivel nacional, o descentralizada, con fuerzas de policía local autónomas en gran medida; el tratamiento de los agentes de policía uniformados varía de país a país: en algunas naciones la policía es una fuerza civil armada, mientras en otras es un cuerpo con tratamiento militar.
Según otros enfoques —de difusión en algunos medios intelectuales, universitarios y políticos— la función de la policía es diferente. Por ejemplo, para el marxismo la policía es parte del aparato represivo del Estado, el cual funciona mediante la violencia, ya sea física o no, y es un instrumento de la clase burguesa dominante mediante la cual esta se asegura su poder; o el discurso foucaultiano, que sostiene que la policía y el sistema penal son instituciones de poder que no se proponen eliminar el crimen sino controlarlo dentro de ciertos límites y hacer uso de él según sus propios intereses.
La policía puede tener un carácter preventivo como el caso de las policías de ciudad o de proximidad, que pueden ser investigadoras, como las que auxilian al fiscal o al Ministerio Público en la persecución de los delitos; o bien, estar dirigidas a garantizar el debido cumplimiento de normas, como la policía fiscal. También suele tener un servicio de emergencia que provee seguridad en la vía pública, así como en emergencias, desastres y casos de búsqueda y rescate. Para poder responder rápido a las emergencias, la policía normalmente coordina sus operaciones con servicios de bomberos y emergencias médicas. En muchos países todos ellos utilizan número telefónico único de emergencias que permite a la policía, bomberos o servicios médicos actuar en caso de emergencia.
Se llama también "policía" a cada agente perteneciente a dicha organización. Los reclutas suelen recibir formación especializada y deben presentarse a una oposición.

## Historia

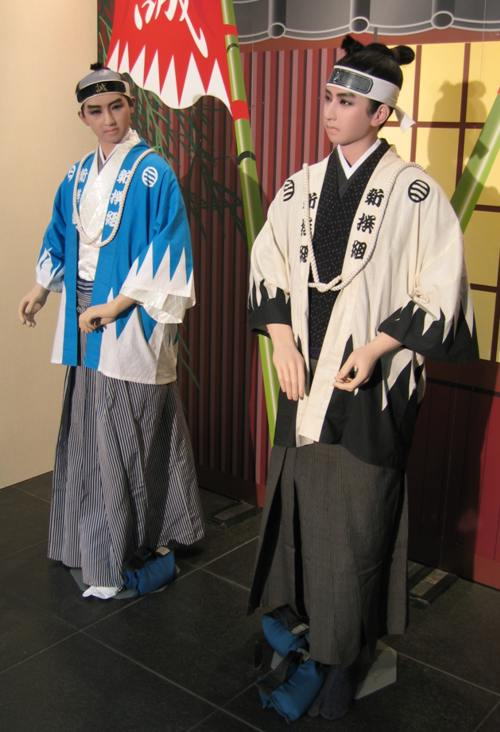
Uniformes de Shinsengumi, una fuerza de policía especial del último período del shogunato en Japón.

Los antiguos egipcios contaban con un sistema organizado de aplicación de la ley, conocidos como Policía Medjay, que eran responsables de mantener el orden y proteger a la población del crimen, lo que los convierte en uno de los primeros ejemplos de una fuerza policial estructurada. 
En tiempos pasados, los magistrados y militares eran los responsables de mantener la ley y el orden en las ciudades. El Imperio romano hacía un uso razonable y efectivo de la aplicación de la ley hasta la caída del imperio, aunque nunca tuvieron una verdadera policía en la ciudad de Roma. En los principios del siglo V, vigilar se convirtió en una función de los clanes de jefes de Estado. Lores y nobles eran los responsables de mantener el orden en sus tierras, que a veces designaban a un alguacil, en algunos casos sin sueldo, para que se encargase de hacer cumplir la ley. 
En 1476, se instituyó en Castilla, posiblemente, el primer cuerpo policial de Europa. Denominado la Santa Hermandad, era una especie de policía nacional castellana, denominada así por el hispanista Hugh Thomas en su libro El Imperio Español: de Colón a Magallanes que duraría como tal hasta 1834. 
En 1663, Londres contrató cuidadores para resguardar sus calles en las noches, aumentando la seguridad que ya brindaban los no remunerados alguaciles, en un comienzo haciendo uso de la fuerza. Esta práctica fue muy difundida por todo el Reino Unido. Por lo que, el 30 de junio de 1800 las autoridades de Glasgow, Escocia consiguieron con éxito la petición al gobierno de pasar de la "acción policial de Glasgow" a la Policía de Glasgow. Éste fue el primer servicio profesional de policía en el país y diferente a las anteriores aplicaciones de la ley; lo que rápidamente fue copiado en otras ciudades.   
En 1829, la legislación de la policía metropolitana pasó a depender del parlamento, permitiendo a Robert Peel, secretario de asuntos internos, fundar la Policía Metropolitana de Londres, reconocida por ser la primera policía organizada con fuerzas civiles en líneas modernas. Se convirtió en un modelo para las fuerzas policiales de otros países, incluidos los Estados Unidos. El primer servicio policial fuera del Reino Unido fue en Gibraltar, con la formación del Gibraltar Police en 1830.  
En 1834, se forma la Policía de Toronto en Canadá, una de las primeras fuerzas policíales de América. En España, en 1824 se funda la Policía General del Reino (antecedente de la Policía Nacional), y en 1844 se forma el cuerpo de la Guardia Civil. Dentro de los Estados Unidos, dos de las primeras fuerzas policiales de tiempo completo, fueron el Departamento de Policía de Boston, fundada por Joseph Osier en 1839; y el Departamento de Policía de Nueva York en 1845.

## Evolución histórica de la noción de policía
La noción de policía es antigua, aunque la palabra no lo es. Por ello en esta sección se trata sobre la noción de «policía» (es decir, la parte de la potestad estatal posteriormente denominada «policía») y no del vocablo en sí, que es de uso moderno.
El vocablo «policía» deriva del idioma francés y su uso data del siglo XVIII. De una manera indirecta deriva del latín politīa, y esta del griego polis, "ciudad" o ciudad-estado. De ahí derivó politeia, palabra que define lo relativo a la constitución de la ciudad, el ordenamiento jurídico del Estado, conducta arreglada de los ciudadanos, gobierno, o calidades cívicas del individuo.
En los inicios del Período helenístico, la policía fue el equivalente del gobierno del Estado, cualquiera fuera su régimen, y se identificaba con el Estado. En la Edad Media, la noción de policía fue definida como el buen orden de la sociedad civil presidida por la autoridad estatal, quedando el buen orden moral y religioso a cargo de la autoridad eclesiástica. Después, durante el siglo XIV, apareció la palabra police, con la que se designó el orden de los negocios públicos en las doctrinas jurídicas de Francia. Así, llegado el Renacimiento, el término 'policía' pasó a entenderse como «el buen orden en la cosa común».
Partiendo de esta idea, policía y gobierno de Estado eran conceptos idénticos. El Estado podía utilizar la coerción para buscar el bien común, bajo el total arbitrio del soberano, todo ello sin limitaciones jurídicas, por lo que esta forma de entender el derecho de policía llevó al absolutismo.
Este concepto se transformó a mediados del siglo XVII: el monarca mantenía bajo su control lo relativo a la policía propiamente dicha, mientras que las funciones del Estado fueron divididas. Así, dentro del ámbito del derecho, la justicia pasó a ser una función especial.
La crisis de la noción de Estado en el siglo XVIII fortaleció la libertad individual, surgiendo la doctrina de los derechos humanos. Desde entonces, al considerarse que dichos derechos son superiores al Estado, la noción de policía se limita a mantener la seguridad y el orden público, y a garantizar la protección del orden jurídico.

## Teléfonos de policía
Es habitual que haya un número de teléfono habilitado para contactar con la policía. En España, el número de teléfono de la policía es el 091.

## Concepto de policía
Existen múltiples acepciones de policía:
- El fin de la policía: El mantenimiento del orden público interno es competencia de la policía. Dicho orden resulta de la prevención y la eliminación de aquello que pueda perturbar la tranquilidad, la seguridad, la salubridad, el urbanismo, la moral pública y algunos aspectos económicos ligados al orden público.

- La policía como poder: El poder de policía puede definirse como la facultad del Estado para limitar los derechos y las libertades individuales, en beneficio de la comunidad.

- La policía como función: La función de policía es la actividad que ejercen los funcionarios llamados normalmente de policía, con el fin garantizar el desarrollo de las actividades dentro del orden, preservando la armonía social. Es la potestad del Estado para el ordenamiento de las actividades individuales, a fin de garantizar los elementos sociales necesarios al desarrollo y el bienestar de la actividad humana.

- La policía como norma: La función de policía es regulada por la ley. Las normas de policía son dictadas para hacer efectivos los derechos y libertades, y nunca para vulnerarlos o negarlos.

- La policía como oficio: El ejercicio de la actividad policial se trata de un oficio permanente para la que sus miembros deben prepararse adecuadamente.

## Doctrinas de policía
La doctrina policial es el conjunto de ideas u opiniones, preceptos éticos, legales y conceptos aceptados oficialmente, en los que se basa la labor policial integrando principios sobre su función institucional, los fundamentos filosóficos y legales del Derecho policial vinculado a la defensa de los derechos humanos, la ley, el orden y la seguridad. Así, la doctrina precede y sustenta los conocimientos y conceptos teórico-prácticos sobre la seguridad ciudadana y los órdenes interno y público.
Existen numerosas doctrinas en relación con el Derecho de policía que se sustentan en el Derecho Constitucional y el Derecho Administrativo. Del primero derivan los conceptos de derechos y libertades, y del segundo la noción de servicio público.
La función primordial del Derecho de policía es la defensa y regulación de los derechos humanos y las libertades individuales, en el ámbito preventivo de la función del Estado, para asegurar así el orden público interno.

### Elementos del Derecho de policía

#### Elementos esenciales
Libertades individuales y derechos humanos
La Declaración Universal de los Derechos Humanos afirma en el tercer capítulo de su préambulo, el carácter esencial de que “los derechos humanos sean protegidos por un régimen de Derecho, a fin de que el hombre no se vea compelido al supremo recurso de la rebelión contra la tiranía y la opresión”. Así, en un Estado de Derecho, el engranaje de su sistema penitenciario está constituido fundamentalmente por el poder judicial; sin embargo, la actividad policial ocupa para ese mismo sistema, la función inmediata de control del orden público, así como de prevención y persecución del delito. Por ello dicha actividad debe ser revestida bajo el principio de defensa de los derechos humanos, como pilar primigenio de su propia función. Ello tiene como sustento el hecho de que los derechos son superiores al Estado.
Función preventiva

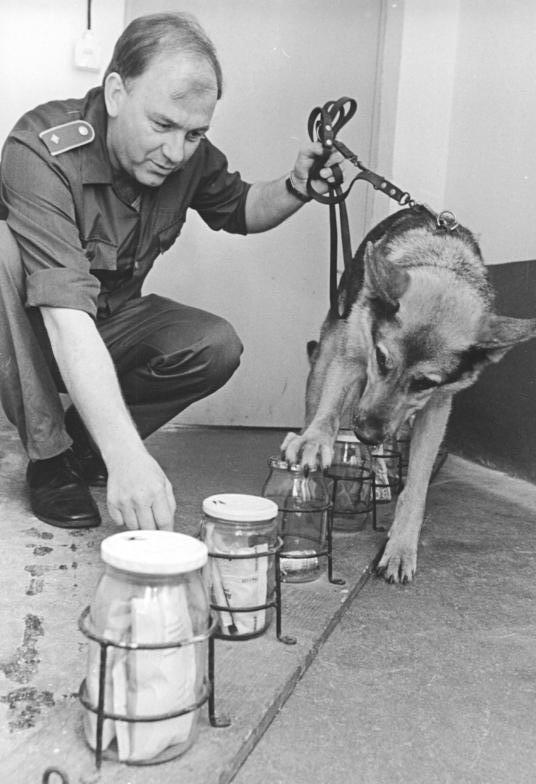
Perro policía y su guía, en un entrenamiento de labor preventiva contra el narcotráfico.

La función policial de carácter preventivo consiste en actuar de forma vigilante para evitar el posible delicto. La prevención policial busca evitar: primero, que las personas se conviertan en víctimas; segundo: el surgimiento del delincuente; tercero, el surgimiento del delito y su reincidencia o reiteración.
A veces, la labor preventiva conlleva acciones como identificar personas o controlar vehículos que pueden considerarse limitadores de los derechos y libertades.

El ordenamiento jurídico
Ejercer su función con respeto a la Constitución y el resto del ordenamiento jurídico es uno de los principios básicos de actuación de los miembros de las fuerzas policiales.

#### Elementos tipificadores
El poder de policía
El poder de policía es la potestad normativa que posee el Estado de regular los derechos individuales en áreas de interés general, que no debe confundirse con policía, que es la función administrativa de poner en ejecución las normas que dicta el poder legislativo.
Sin embargo, la noción de «poder de policía» se presta a errores por la disparidad de las ideas al respecto. El aditamento de «poder» podría ser equivocado, pues el poder estatal es uno solo. Así, la llamada «separación de poderes» consiste, por un lado, en una división de funciones (legislativas, administrativas y jurisdiccionales), y por el otro, una separación de órganos (legislativo, administrativo y jurisdiccional). En ese sentido, el «poder de policía» no sería un órgano del Estado sino una facultad o una parte de alguna de las funciones mencionadas.
El orden público

#### Elementos dinámicos
Medios de policía

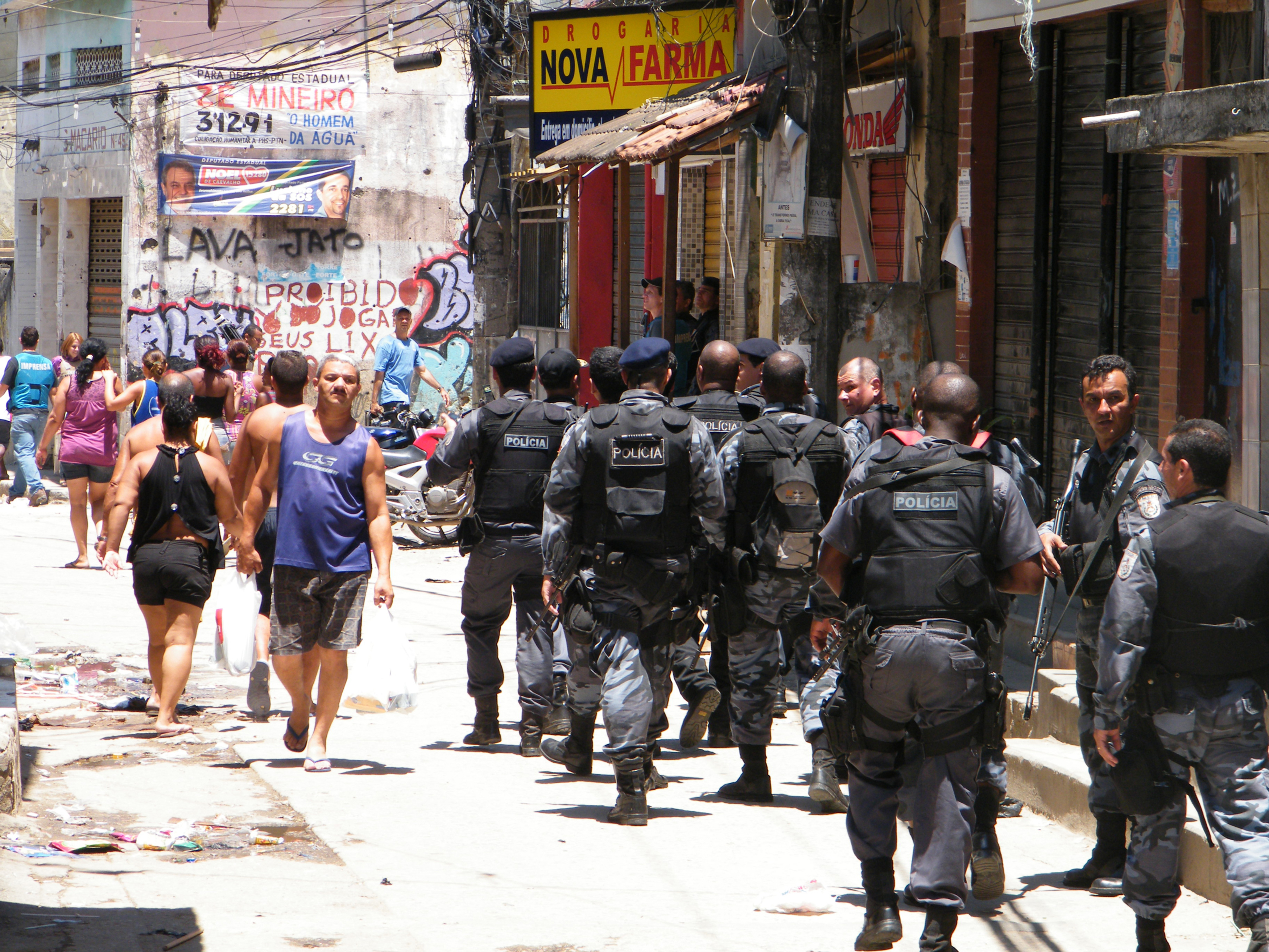
La policía en la guerra contra el crimen en Río de Janeiro (Brasil), en 2010.

Los medios de policía jurídicos están reservados al legislador o al Organismo Ejecutivo del poder público. Por su parte, los medios de policía materiales se otorgan a la policía y suponen el uso de las armas y fuerza física. Las principales disposiciones en este marco son el “Código de conducta para funcionarios encargados de hacer cumplir la ley" (aprobado por la Asamblea General de las Naciones Unidas en 1979) y el “Código europeo de ética de la policía” (adoptado por el Consejo de Europa en 2001). Bajo éstas normas, el uso de la fuerza por la policía queda limitado por los principios rectores fundamentales de la necesidad y la proporcionalidad.
La necesidad refiere al carácter excepcional de la medida y del recurso a ella exclusivamente cuando sea requerida por objetivos legítimos, como mantener el orden o arrestar a un individuo que ofrece resistencia. Cualquier actuación desproporcionada con respecto a estos objetivos (no recurrir en forma graduada a la fuerza física o a herramientas no letales antes de utilizar armas mortales) es rechazada por el principio de la proporcionalidad.
En países con sistemas democráticos y Estado de Derecho, para que los miembros de la policía realicen su trabajo, el Estado les otorga ciertas atribuciones, entre ellas poder buscar, atrapar, arrestar e interrogar, usar la fuerza física; y si fuera necesario a veces, matar en el caso de legítima defensa o si el atacante o criminal supuso una amenaza o peligro inmediato al policía y otras personas.
Hay estrictas leyes y normas internacionales que regulan cómo y cuando puede la policía recurrir a la fuerza. Los “Principios Básicos de la ONU sobre el Empleo de la Fuerza y de Armas de Fuego por los Funcionarios Encargados de Hacer Cumplir la Ley” constituyen el instrumento internacional clave sobre el uso de la fuerza por la policía. Todos los gobiernos tienen la obligación de incorporar el derecho internacional de los derechos humanos en su legislación nacional, sin embargo, algunos no lo han hecho adecuadamente.

## Equipo y armamento

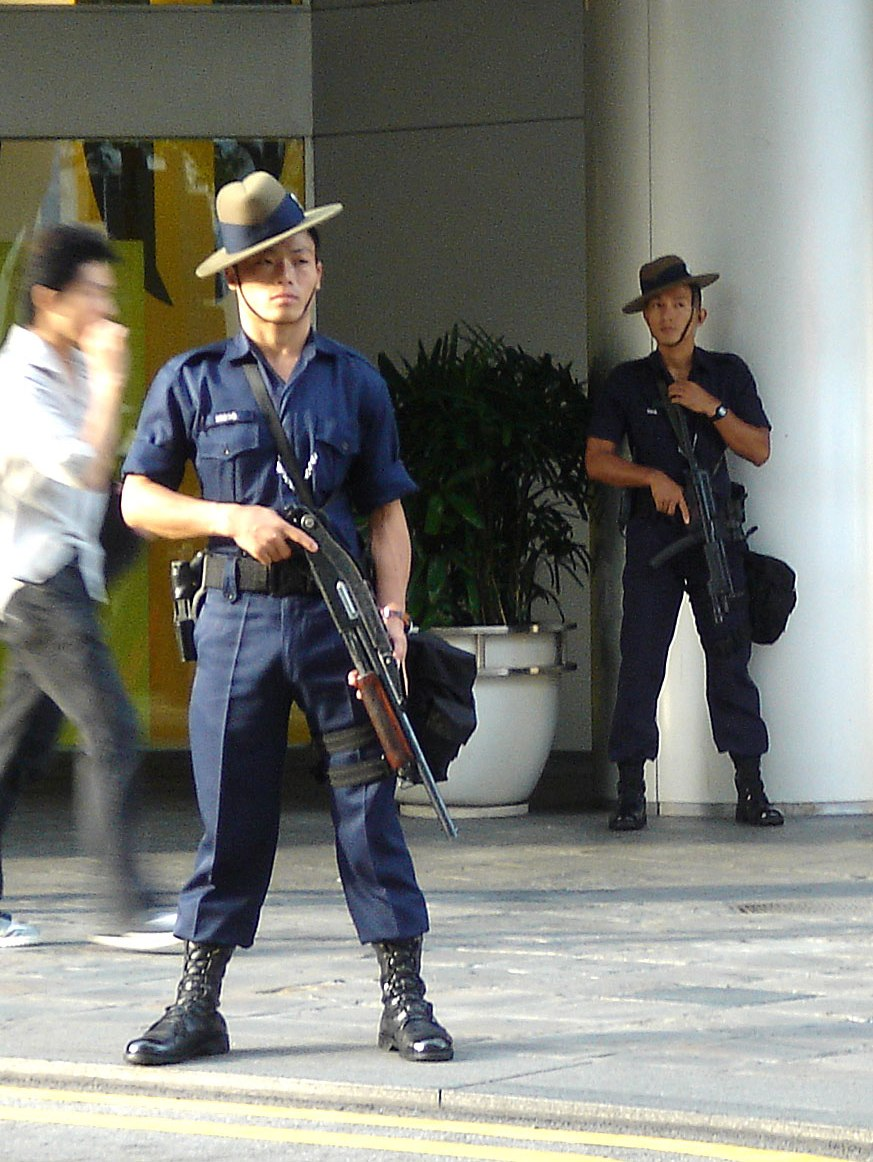
Miembros del contingente Gurkha de la Policía de Singapur, quienes portan un Kukri.

En muchos países, los miembros de la policía llevan consigo armas de fuego (arma de reglamento) en sus habituales obligaciones laborales. Generalmente, consisten en pistolas y/o revólveres de calibre 9 mm. Ocasionalmente pueden portar escopetas y/o subfusiles.
La policía frecuentemente tiene unidades especiales para casos de delincuentes armados, situaciones de rehenes (secuestros) o en situaciones de gran peligro y en algunos países pueden llamar a los militares en situaciones extremas. También pueden estar equipados con armas no letales, en caso de controlar disturbios. Estas armas incluyen la defensa, comúnmente llamadas «porras», habiendo de muchos tipos y tamaños, escudos, equipos antidisturbios, balas de goma y gases lacrimógenos. Las armas de fuego son el último recurso y se usan si una persona está en riesgo o peligro de perder la vida, aunque en algunos países se permite usarlas contra convictos peligrosos que tratan de fugarse o son riesgo de patente intensidad. Los policías suelen llevar consigo en la mayoría de los casos esposas (grilletes) para detener criminales o sospechosos.
Las fuerzas policiales modernas hacen un considerable uso de los equipamientos de radiocomunicaciones y computadoras portátiles llevados por cada agente e instalados en los vehículos. Por este medio coordinan el trabajo, comparten información y brindan ayuda. En los últimos años, los vehículos tienen instalados computadores que aumentan las comunicaciones, permitiendo enviar llamadas de forma más sencilla, igual que la verificación de vehículos hurtados, antecedentes penales de personas sospechosas en pocos segundos, actualizar el historial de la rutina diaria del policía y enviar en tiempo real otros informes requeridos. Otras herramientas comunes del equipamiento policíaco son linternas, silbatos y ordenadores portátiles.

## Estructuras policiales

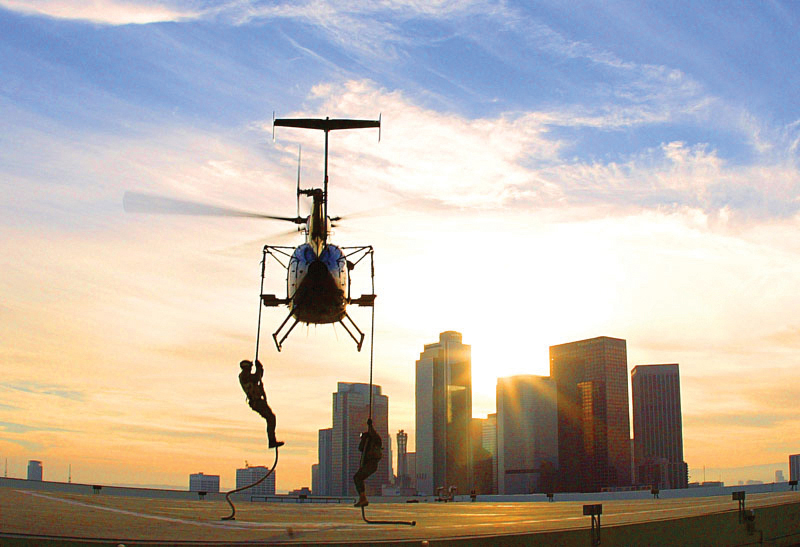
Equipo SWAT.

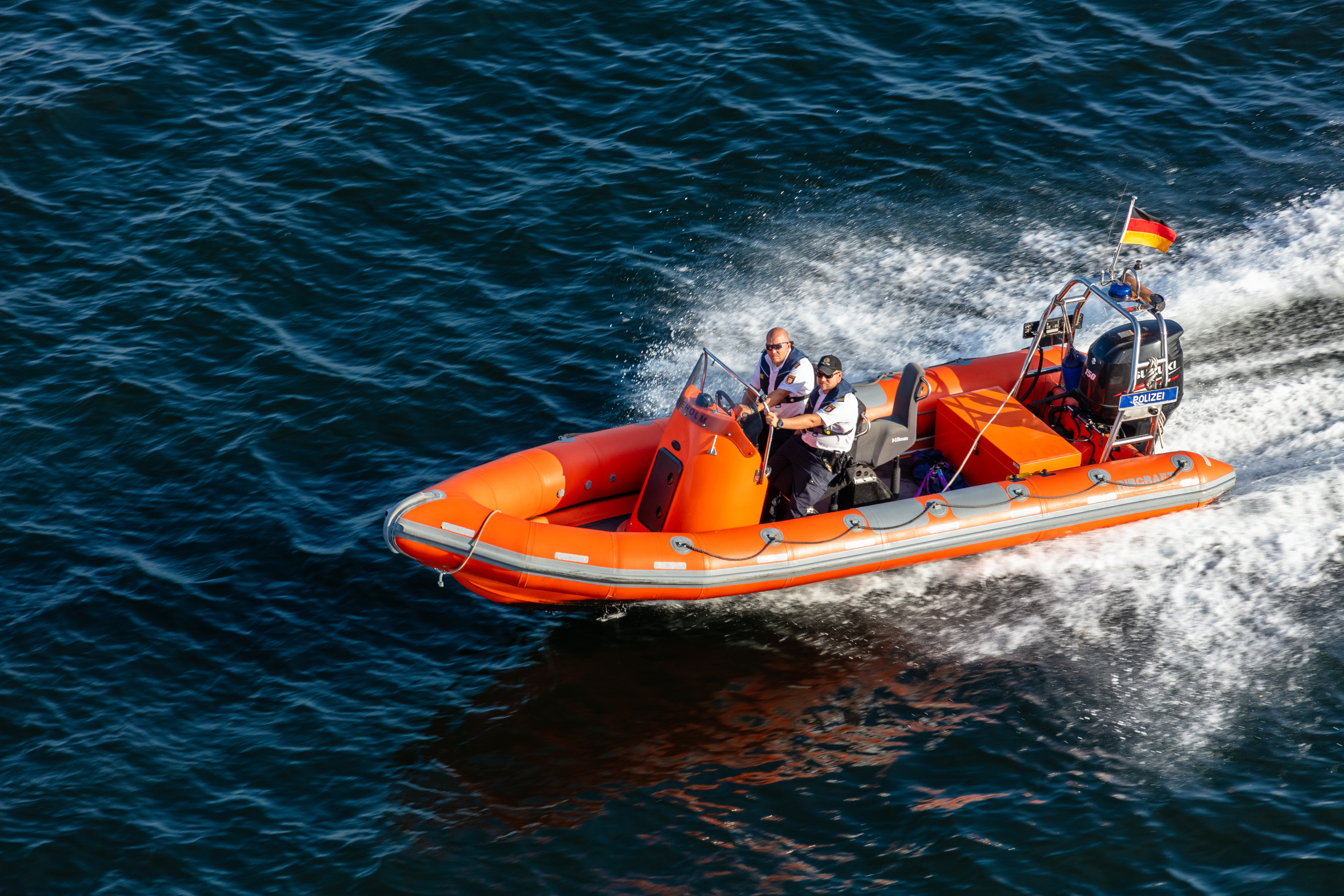
Policía portuaria, Kiel, Alemania.

La mayoría de las fuerzas policiales están divididas en subgrupos que tienen el trabajo particular de investigar diferentes tipos de crímenes.
En algunos países quizás la mayor diferencia se da entre el agente «uniformado» y los detectives o agentes investigadores. Los Uniformados, como su nombre dice, portan un uniforme y sus trabajos se ven envueltos en operaciones de patrullaje, control de tránsito y otras actividades para prevenir y en respuesta al crimen. Los detectives o agentes investigadores, por el contrario, usan 'trajes' o ropa casual que les dan apariencia más profesional al investigar crímenes. En algunos casos, los agentes son asignados como agentes encubiertos, para que no se los reconozca como tales, en ocasiones por largos periodos para investigar crímenes, en especial el crimen organizado o narcotráfico. Es el tipo de acción policial conocida como espionaje o técnica de inteligencia.
Hay grupos especializados en diferentes tipos de crímenes (narcotráfico, tráfico de armas ilegales, asesinatos, fraudes, etc.) o personas con habilidades especiales (buceo, manejo de helicópteros, de explosivos, de ordenadores, etc.). Muchas jurisdicciones de gran tamaño tienen personal especialmente entrenado con armas pequeñas y largas, preparado para matar en situaciones de violencia, y usualmente lo equipan con armamento no mortal como gases lacrimógenos, bombas de humo y balas de goma.
También cabe destacar el concepto de Fuerzas Especiales, policías con mayor preparación, armas de mayor calibre (Carabinas y Fusiles de asalto) y en general protegidos con cascos y blindaje corporal. Suelen operar en situaciones de tomas de rehenes, terrorismo o redadas. En Estados Unidos, existe el SWAT (Armas y Tácticas Especiales), en España, la Unidad Especial de Intervención (UEI) y el GEO (Grupo Especial de Operaciones).

## Coordinación internacional
La mayoría de los países integran la Interpol (Organización Internacional de Policía Criminal), hecha para detectar y perseguir crímenes transnacionales y dar cooperación internacional, coordinándose con otras actividades policiales como notificar a familiares el fallecimiento de extranjeros. Interpol no conduce investigaciones ni detenciones por sí mismo, pero sirve como punto central de información de crímenes, sospechosos y criminales. Los crímenes políticos están excluidos de sus competencias.

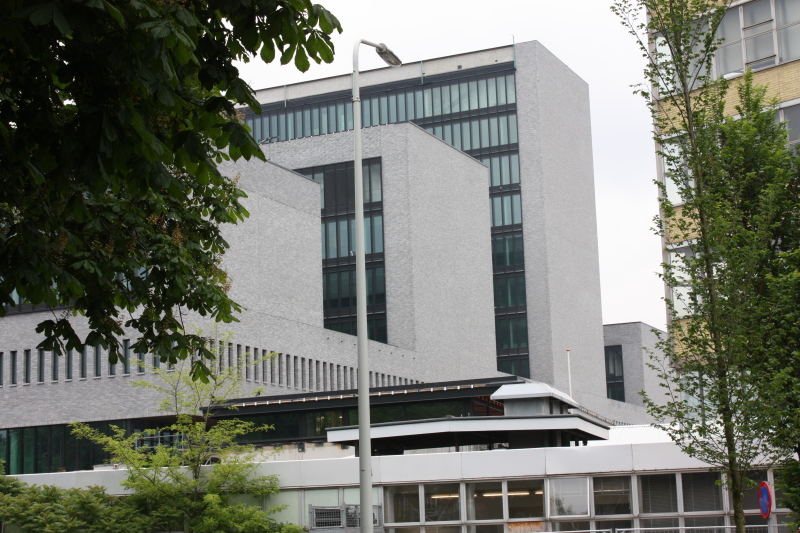
Sede de Europol, en La Haya.

Europol
La Oficina Europea de Policía (oficialmente, Agencia de la Unión Europea para la Cooperación Policial), más conocida por el acrónimo Europol, es la agencia encargada de planificar y coordinar las investigaciones y operaciones contra organizaciones criminales y terroristas en la Unión Europea, en colaboración con las autoridades estatales. Esta agencia institucionaliza la cooperación policial y judicial, entre cuyas premisas se encuentra la apertura de las fronteras nacionales como consecuencia directa de la libre circulación de personas y el avance de la integración europea. Depende directamente del comisario europeo de Asuntos de Interior y está adscrita a la Dirección General de Migración y Asuntos de Interior de la Comisión.

## Procedimientos policiales
El accionar de la policía se rige según la legislación del país en el que se encuentre, siendo en algunos países incluso auxiliares de la justicia. Si bien en gran parte el policía trata cuestiones de derecho penal el personal policial tiene formación en las distintas ramas del derecho, como derecho administrativo, civil y contravencional (faltas).
Los procedimientos se rigen por los códigos de forma, así logran contar con la validez necesaria para que sean aptos en instancias judiciales. Algunos requisitos pueden ser desde la realización de actas en el lugar del hecho hasta la presencia de testigos.
Algunos ejemplos de los procedimientos habituales del labor policial son acreditación de identidad en la vía pública, controles de documentación de vehículos, el registro superficial, la intervención por hechos menores (conflictos en la vía pública, ruidos molestos, etc), hasta casos más graves como lesiones o robos.
Una revisión sistemática que incluye 19 estudios, 17 en Estados Unidos y otros dos en Argentina y Australia, dejó evidencias de una baja general en la delincuencia y disturbios al implementar intervenciones policiales en los llamados puntos calientes (áreas pequeñas y localizadas). Asimismo, la evidencia dice que estas intervenciones tienen más probabilidades de reducir la delincuencia en áreas adyacentes. Al emplear estas estrategias, sin embargo, deben considerar las reacciones de las comunidades locales, pues estas pudieran ver de forma positiva esos esfuerzos, pero también rechazarlos si interpretan que los programas policiales son, por ejemplo, de mano dura.

## Controversia

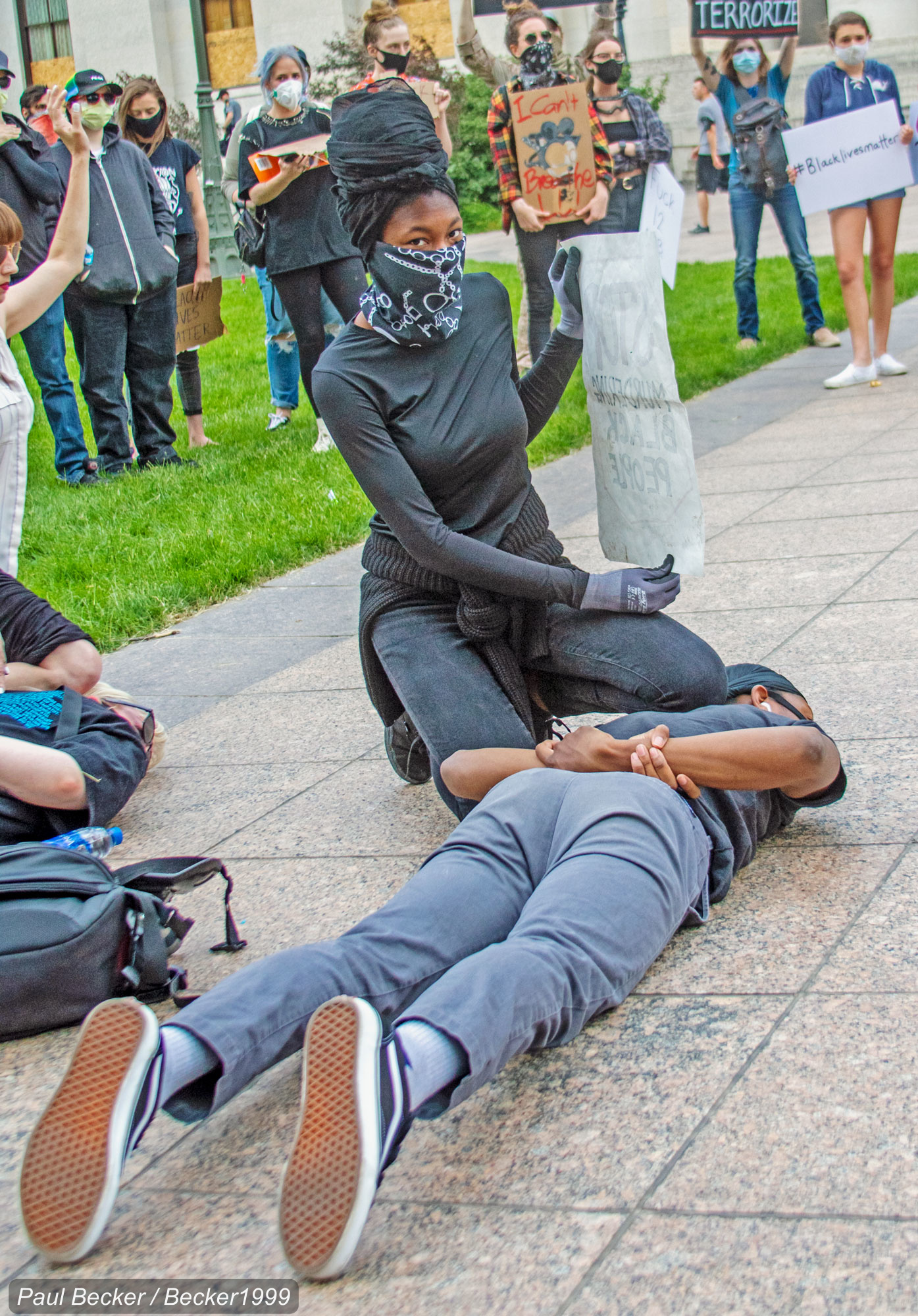
Protestas de 2020 tras la muerte de George Floyd.

La locución «brutalidad policial» se usa en ocasiones para referirse a diversas violaciones de Derechos Humanos cometidas por la policía. Puede incluir palizas, insultos, tortura, homicidio ilegítimo o el uso indiscriminado de un agente de represión de disturbios. Algunas organizaciones, especialmente las que están ubicadas en áreas multirraciales o donde coexisten varias etnias, han recibido acusaciones de racismo. Los policías entonces ven la necesidad de pensar si usar o no la fuerza, particularmente el disparar a matar, cuando un agente mata a un sospechoso de una raza diferente a la suya. En los Estados Unidos, estos eventos habitualmente crean protestas masivas y acusaciones de racismo contra la policía.
Según el Estudio sobre Armas Pequeñas, de 2007 a 2012 se calcula que murieron 19 000 personas en enfrentamientos con la policía a nivel mundial.
Los datos disponibles se refieren en su mayoría a países o periodos específicos y suelen basarse en cálculos de ONG o grupos de derechos humanos. Unas 1000 personas mueren cada año a manos de la policía en Estados Unidos.
Por otra parte, las organizaciones policiales se ven con frecuencia envueltas en casos de corrupción, incitada a menudo por un código de silencio para animar la incondicional lealtad entre los compañeros por una causa justa. 